# Berlioz' moortiran
De Berlioz' moortiran (Knipolegus cabanisi) is een zangvogel uit de familie Tyrannidae (tirannen). De Nederlandse naam verwijst naar de Franse ornitholoog Jacques Berlioz die in 1959 de Knipolegus subflammulatus had beschreven welke later met deze soort is samengevoegd.

## Verspreiding en leefgebied
Deze soort komt voor in het zuidoosten van Peru, het westen van Bolivia en het noordwesten van Argentinië.

## Status
De grootte van de populatie is niet gekwantificeerd maar de soort wordt omschreven als schaars. Op de Rode lijst van de IUCN heeft deze soort de status niet bedreigd.